# Gęsiówka
Gęsiówka était un camp de concentration nazi à Varsovie, en Pologne occupée par l'Allemagne. À l'origine une prison militaire de l'armée polonaise, le site devient un camp de concentration nazi à partir de 1943.
De 1945 à 1956, Gęsiówka fut utilisé comme une prison et un camp de travail. Il fut dirigé dans un premier temps par la NKVD, police politique de l’URSS, puis par le ministère de la Sécurité intérieure polonais.

## Histoire
Avant la guerre, Gęsiówka était une prison militaire de l’armée polonaise et était située sur la rue Gęsia (maintenant appelé rue Anielewicza). À partir de 1939, quand l’Allemagne nazie envahit la Pologne, Gęsiówka devient un camp de rééducation de la Sicherheitspolizei (« Police de sûreté ») allemande.
En 1943, Gęsiówka fut transformé en camp de concentration, accueillant des prisonniers venant de Tchécoslovaquie, France, Grèce, Hongrie, Belgique et Allemagne. Le camp était équipé d’un crématorium.

## Libération pendant l'insurrection de Varsovie
Le 5 août 1944, pendant le début de la phase de l'insurrection de Varsovie, le bataillon d’éclaireur "Zośka" de l’Armia Krajowa dirigé par Ryszard Białous (pl) et Eugeniusz Stasiecki (pl) attaque le camp de Gęsiówka. Le Panzerkampfwagen V Panther est l'un des deux tanks capturés par les assaillants le 2 août et affecté à la nouvelle section Platoon sous le commandement de Waclaw Micuta. Il fut un instrument majeur de l’attaque, soutenant l’assaut avec ses canons. Dans la suite de l’heure et demie de bataille, la plupart des Sicherheitsdienst furent tués ou capturés, même si certains Allemands ont réussi à s’enfuir dans la direction de la prison de Pawiak.
Seulement deux combattants polonais ont été tués pendant l’attaque et 348 prisonniers juifs valides. Ces prisonniers avaient été retenus par les Allemands comme esclaves laboureurs après le massacre des habitants du ghetto de Varsovie puis abandonnés après l’évacuation de la majorité des détenus du camp en juillet 1944 et enfin secourus d’une mort certaine.
Nombreux sont les prisonniers juifs qui ont rejoint les rangs des insurgés, et la plupart d’entre eux furent tués par la suite pendant les neuf semaines de combat qui suivirent, comme le furent la grande majorité de leurs libérateurs (le bataillon « Zośka » perdit 70 % de ses membres lors de ce soulèvement). 